# Vasilij Majkov

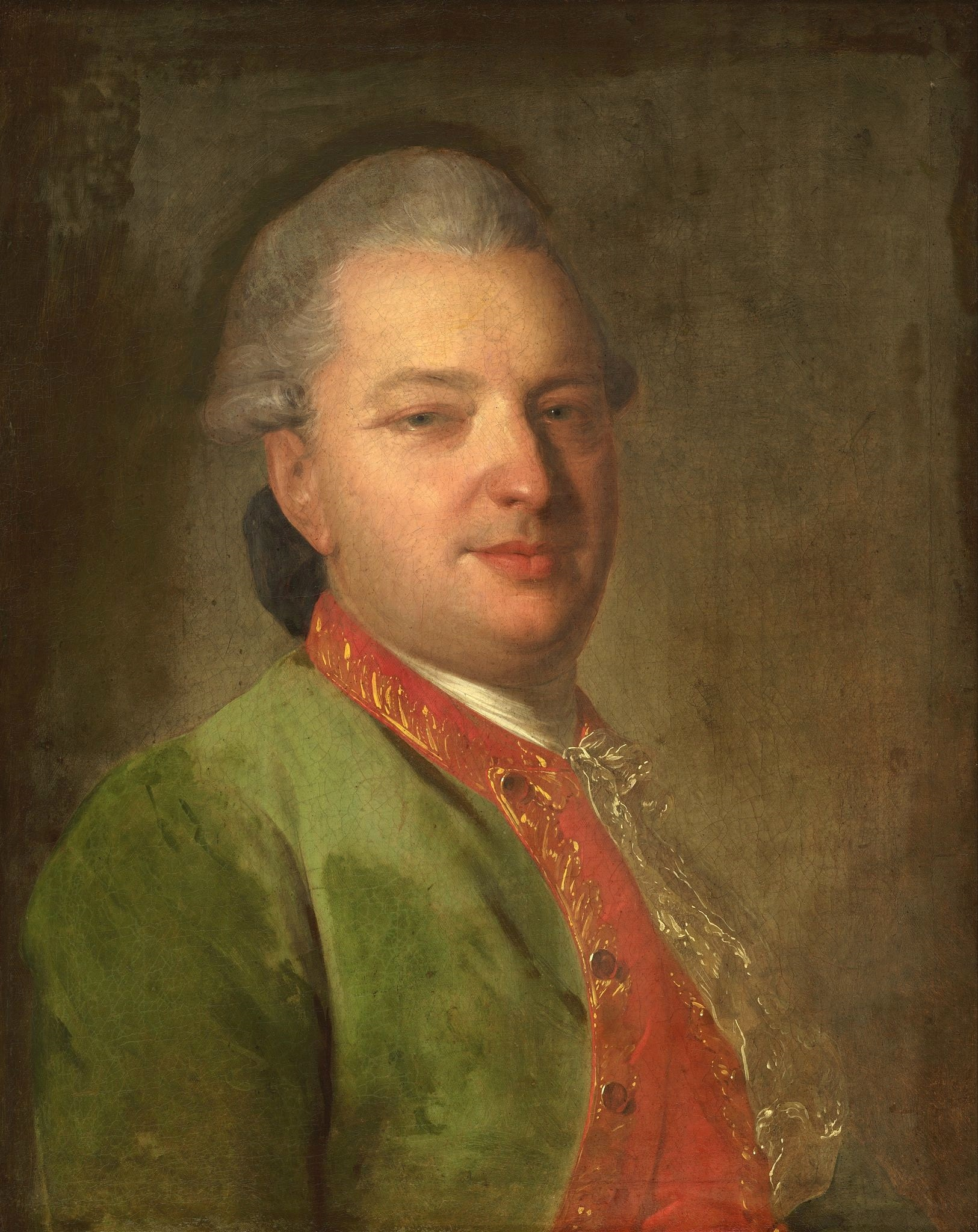
Vasilij Majkov, målning av Fjodor Rokotov (1775).

Vasilij Ivanovitj Majkov (ryska: Василий Иванович Майков), född 1728 i Jaroslavl, död 28 juni (gamla stilen: 17 juni) 1778 i Moskva, var en rysk författare.
Majkov är främst känd som skaparen av det komiska eposet i Ryssland genom den cyniska, men kvicka "hjältedikten" Jelisej ili razdrazjennyj Bakch ("Jelisej eller den förtörnade Bakchos;" 1771, ny upplaga 1778; innehållsredogörelse i Alfred Jensens Rysk kulturhistoria, II). Hans samlade dikter utgavs 1809, sedan 1867 med biografisk inledning av Leonid Majkov.